# Александру Робот
Алекса́ндру Ро́бот (рум. Alexandru Robot, настоящее имя Алтер Ротман; 15 ноября 1916, Бухарест — 1941, Одесса?) — румынский и молдавский писатель-авангардист, поэт, журналист, литературный критик.

## Биография
Алтер Ротман (Ал. Робот) родился в Бухаресте в рабочей семье. Его отец, Карол Ротман, работал охранником бухарестского еврейского кладбища; мать, Тони Исраэль, была домохозяйкой. Не закончив средней школы, Алтер Ротман стал репортёром журнала «Rampa», начал публиковаться в «Universul» (Вселенная), «Cuvântul Liber» (Свободное слово) и «Viaţa Literară» (Литературная жизнь). Первый сборник лирической поэзии «Apocalips terestru» (Земной апокалипс) выпустил в 1932 году.
В 1935 году Ал. Робот поселился в Кишинёве, где присоединился к редколлегии журнала «Viaţa Basarabiei» (Бессарабская жизнь) и работал репортёром газеты «Gazeta Basarabiei». Второй поэтический сборник «Somnul singurătăţii» (Сон одиночества) был опубликован в 1936 году. После присоединения Бессарабии к СССР работал в газете «Молдова сочиалистэ» (Социалистическая Молдавия).
Пропал без вести под Одессой в августе 1941 года.
Роман «Music-Hall» (Мюзик-холл), эссе и сборник стихов «Îmblânzitorul de cuvinte» были изданы в Кишинёве и в Румынии посмертно в конце 1960-х годов. Начиная с 1990-х годов, поэтические и прозаические произведения писателя были изданы в Молдавии и Румынии, а также в переводах на македонский и чешский языки.

## Книги
- Apocalips terestru. Бухарест: Editura Cronicarul, 1932.
- Somnul singurãtãþii. Кишинёв, 1936.
- Скриерь алесе. Кишинёв, 1968.
- Scrieri. Бухарест: Editura Minerva, 1985.
- Îmblânzitorul de cuvinte. Versuri și prozã. Бухарест—Кишинёв: Litera Internațional, 2003.